# ازنفس‌افتاده (فیلم ۲۰۱۲)
ازنفس‌افتاده یا بی‌نفس (به انگلیسی: Breathless) فیلمی محصول سال ۲۰۱۲ و به کارگردانی جسی باگت است. در این فیلم بازیگرانی همچون جینا گرشان، کلی گیدیش، وین دووال، وال کیلمر، ری لیوتا و ریچارد ریلی ایفای نقش کرده‌اند.